# Santi Pietro e Paolo (Astano)

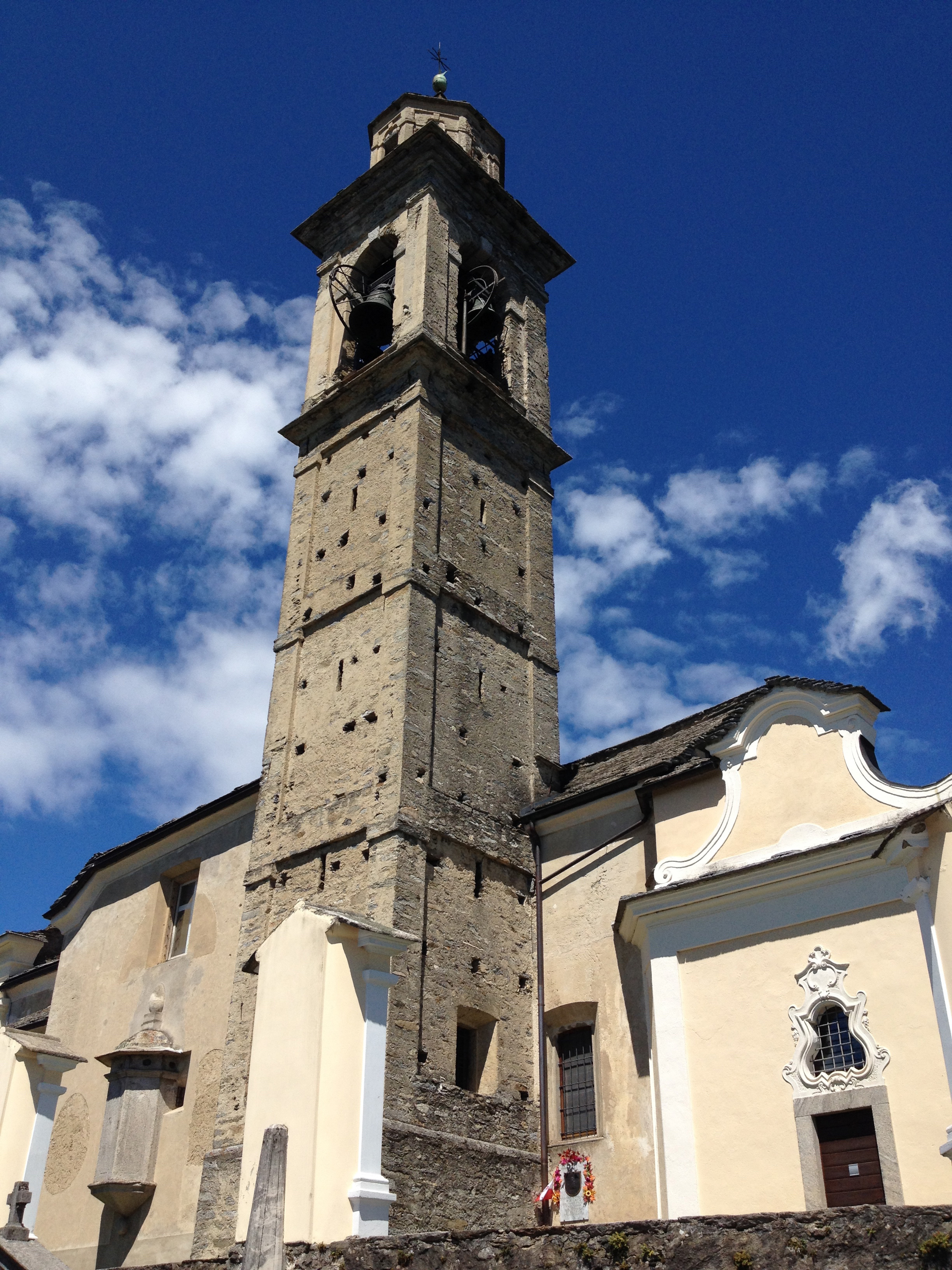
Südansicht des Kirchturms und des Eingangs zur Bruderschaftskapelle

Die Kirche Santi Pietro e Paolo oder San Pietro ist eine römisch-katholische Pfarrkirche in Astano (Gemeinde Lema) im Kanton Tessin in der Schweiz. Sie ist den Heiligen Simon Petrus und Paulus von Tarsus geweiht. Der Barockbau aus dem Jahr 1654 ist als Kulturgut von regionaler Bedeutung eingestuft und steht unter Denkmalschutz.

## Geschichte
Astano wurde 1612 zur selbständigen Pfarrei. In den Jahren 1636 bis 1654 wurde die Pfarrkirche auf den Fragmenten einer bereits 1444 erwähnten Kapelle neu erbaut. Von 1706 bis 1707 wurde die Kirche erstmals umgebaut, wobei auch der heutige Hauptaltar geschaffen wurde. In den Jahren 1927, 1943 bis 1947 und 1997 folgten weitere Restaurierungen. Letztmals wurden im Februar 2019 Arbeiten für eine umfassende Innenrestaurierung der Pfarrkirche aufgenommen, die im September 2020 mit einer Feier erfolgreich abgeschlossen werden konnten.

## Baubeschreibung
Der Barockbau weist einen hohen Turm mit achteckigem Aufsatz auf. Die dorfseitige Fassade ist von einem geschweiften Giebel bekrönt und mit einer Serliana versehen. Die ganze Kirche ist von einer «Via Crucis», einem Kapellenkranz, aus den Jahren 1806 bis 1815, umgeben. Vor dem Kirchenportal befindet sich ein 1721 errichtetes Beinhaus mit einem von toskanischen Säulen getragenen Portikus und Fresken aus der zweiten Hälfte des 18. Jahrhunderts.
Das Kirchenschiff verfügt über ein Tonnengewölbe mit Stichkappen, ionische Pilasterbündel und ein umlaufendes Gebälk. Die Decke ist mit illusionistischen Fresken aus der zweiten Hälfte des 19. Jahrhunderts bemalt. Im Chor befindet sich der 1706/07 vom Bildhauer Andrea Manni (* 1680) aus Rovio geschaffene Hauptaltar aus Arzo-Marmor mit Inkrustationen und statuettenverziertem Tabernakel. In den Seitenschiffen befinden sich drei weitere Kapellen und eine Taufnische. Die Taufnische im nördlichen Seitenschiff hat Stuckaturen aus dem 18. Jahrhundert und einen Taufstein aus dem 17. Jahrhundert. Daneben befindet sich eine Kapelle mit einem Gemälde des gekreuzigten Papstes Pius V. – und vermutlich auch des heiligen Vinzenz Ferrer – aus der Mitte des 17. Jahrhunderts. Die Muttergotteskapelle im südlichen Seitenschiff weist eine polygonale Nische aus dem Jahr 1721 auf, die eine Statue aus dem 19. Jahrhundert enthält. Daneben befindet sich die Aloisius-Kapelle, die einen Altar von 1684 und ein Gemälde mit dem Heiligen Herzen Jesu, dem heiligen Joseph, Maria Magdalena, dem heiligen Franziskus und dem heiligen Aloisius von Gonzaga aus dem 18. Jahrhundert aufweist.
Hinter dem Chor befindet sich die zu Beginn des 18. Jahrhunderts errichtete und 1747 erweiterte Bruderschaftskapelle «Oratorio della Confraternita del Rosario». Sie diente sowohl der Rosenkranzbruderschaft als auch der Sakramentsbruderschaft, welche in Astano ab 1605 beziehungsweise 1672 bestanden. Die Kapelle ist nur von aussen, durch einen separaten Eingang erreichbar, über dem sich ein mit Stuckaturen umrahmtes Fenster befindet. In ihr befindet sich unter anderem ein eigener Altar, eine 1848 von Domenico Induno (1815–1878) bemalte seidene Prozessionsfahne der beiden Bruderschaften und ein dreiteiliges Ölgemälde auf Leinwand aus dem 17. Jahrhundert. Das Gemälde stellt dar, wie der Astaneser Pfarrer Paolo Bacchetta (1600–1672) am 19. Februar 1656 bei einem Raubüberfall dank der Anrufung der Madonna von Trezzo drei Banditen entkommen sein soll.
Im Süden und Osten grenzt an die Pfarrkirche der Kirchfriedhof an, in dem mehrere historische Familiengrüfte liegen. Im Zentrum des Friedhofs ist ausserdem eine Pestsäule aus dem Jahr 1687 erhalten geblieben, die an die Pestepidemie des 17. Jahrhunderts erinnert, der ein beträchtlicher Teil der Bevölkerung Astanos zum Opfer fiel.

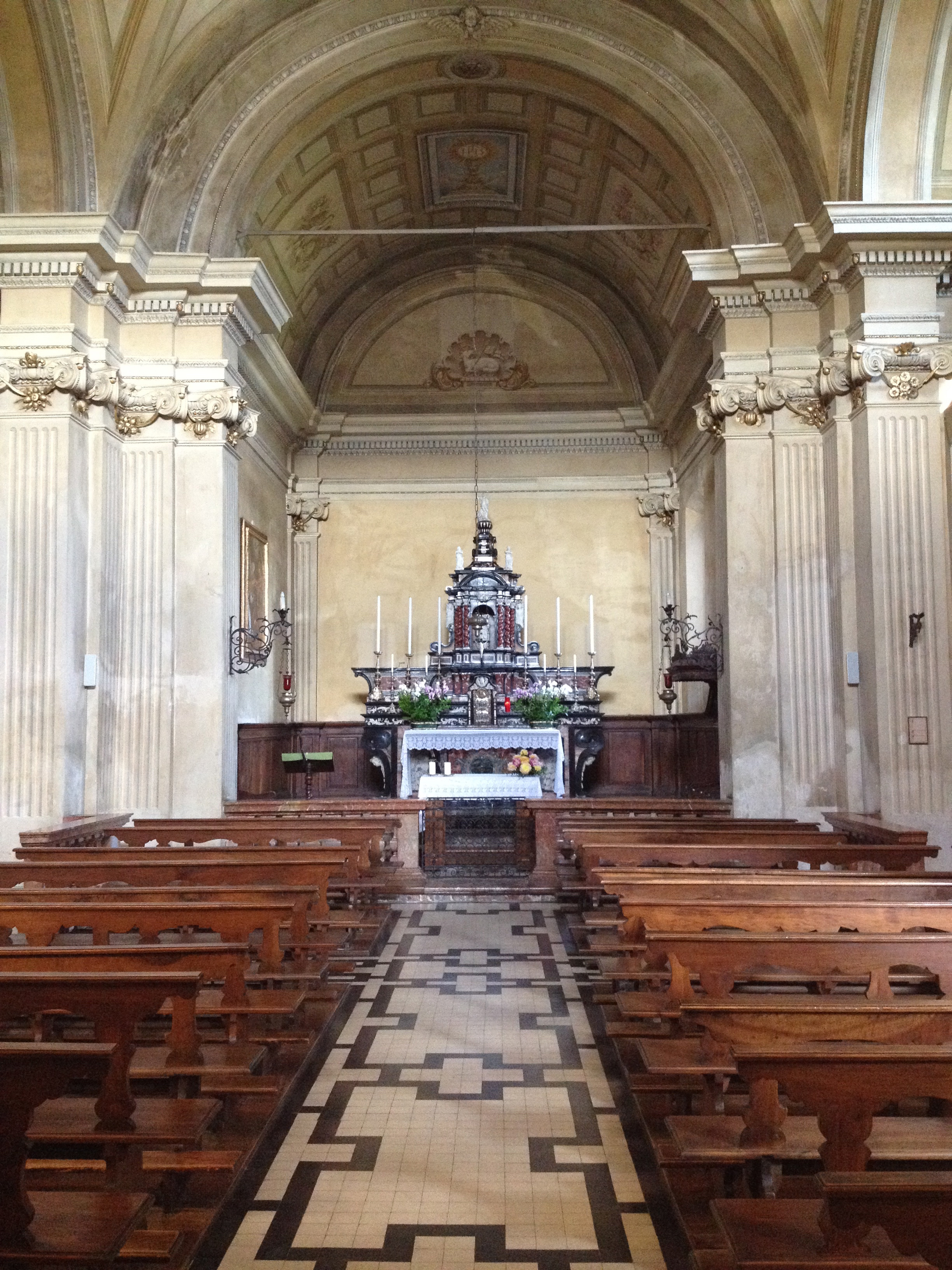
Innenansicht
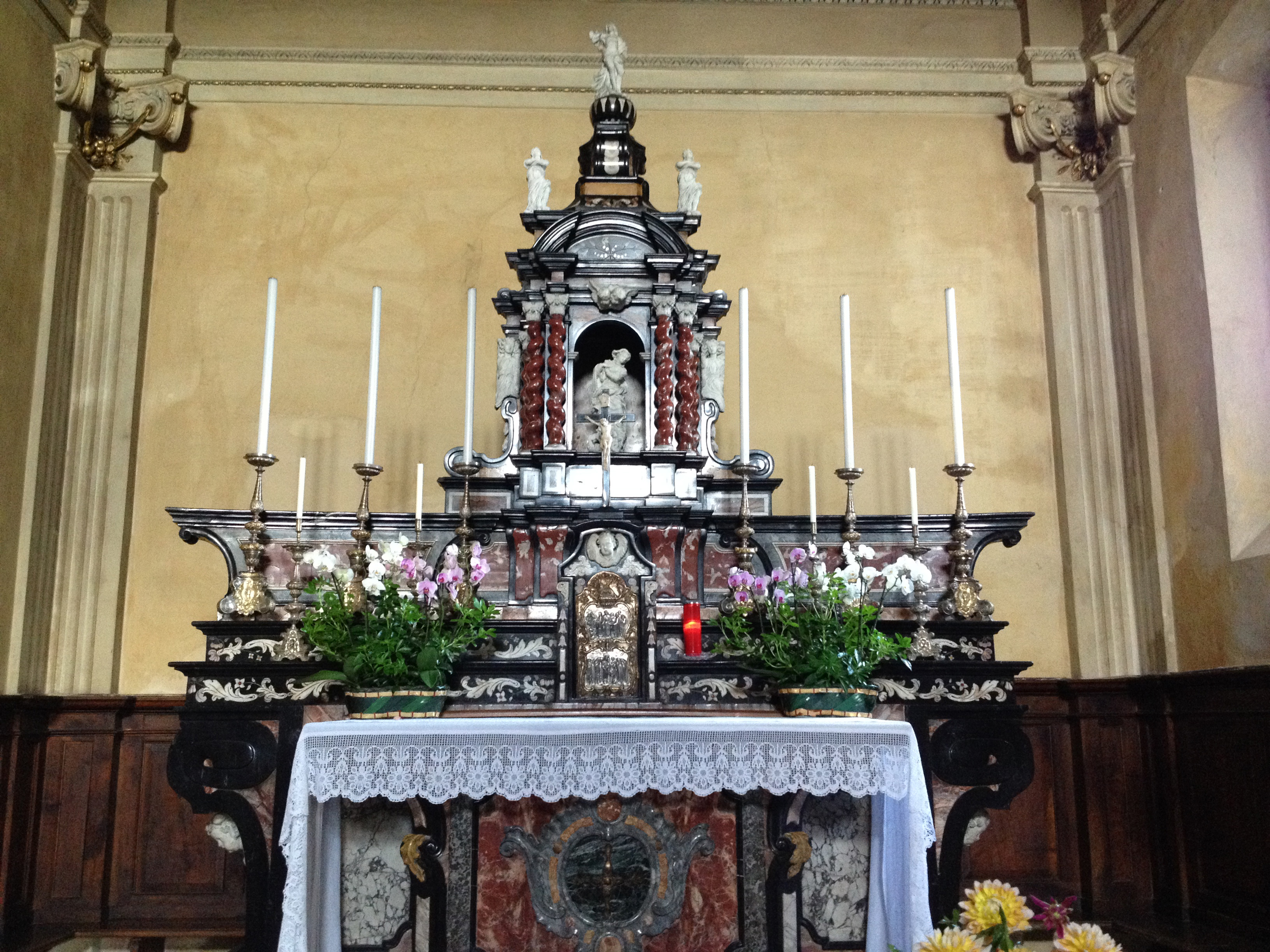
Altar
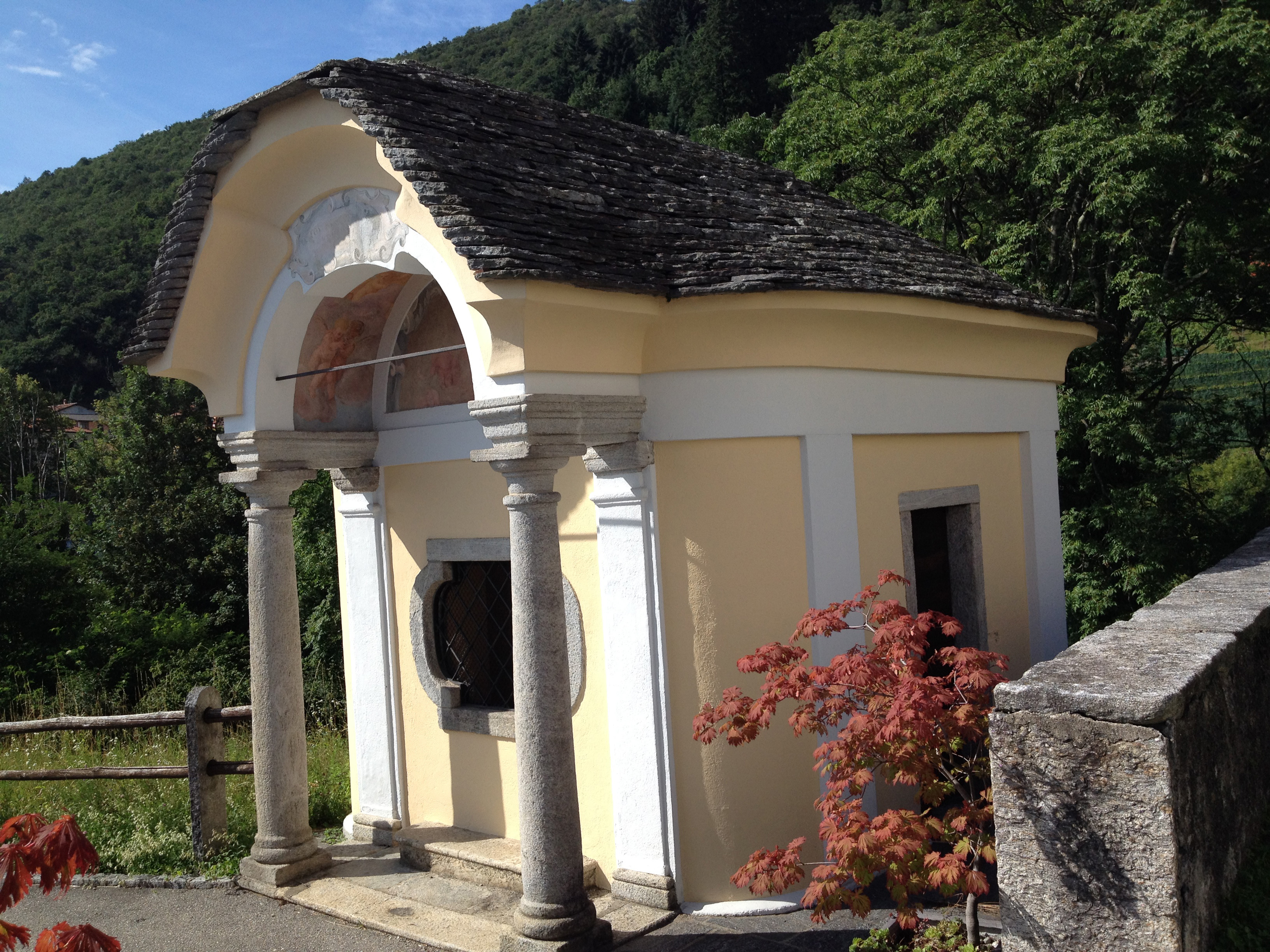
Beinhaus vor dem Kirchenportal
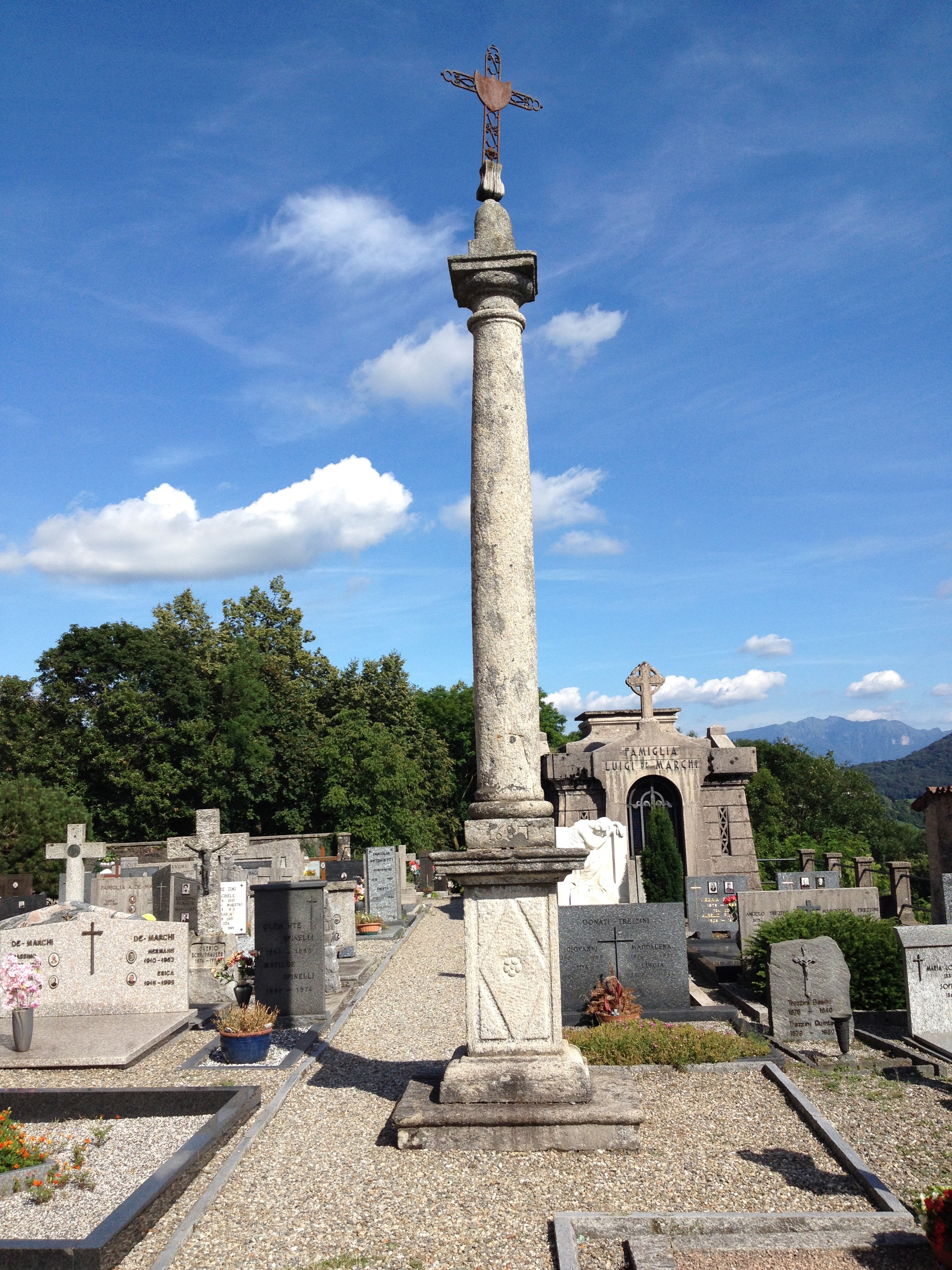
Pestsäule im Friedhof